# Scano di Montiferro
Scano di Montiferro ist eine italienische Gemeinde (comune) mit 1384 Einwohnern (Stand 31. Dezember 2023) in der Provinz Oristano auf Sardinien. Die Gemeinde liegt etwa 34 km nördlich von Oristano und grenzt unmittelbar an die Provinz Nuoro. Durch die Gemeinde fließt der Rio Marviu.
Das Gigantengrab Pedras Doladas liegt auf dem namengebenden Hügel, etwa 1,5 km östlich von Scano di Montiferro.

## Söhne und Töchter
- Roberto Carboni (* 1958), katholischer Ordensgeistlicher und Erzbischof von Oristano

## Einzelnachweise

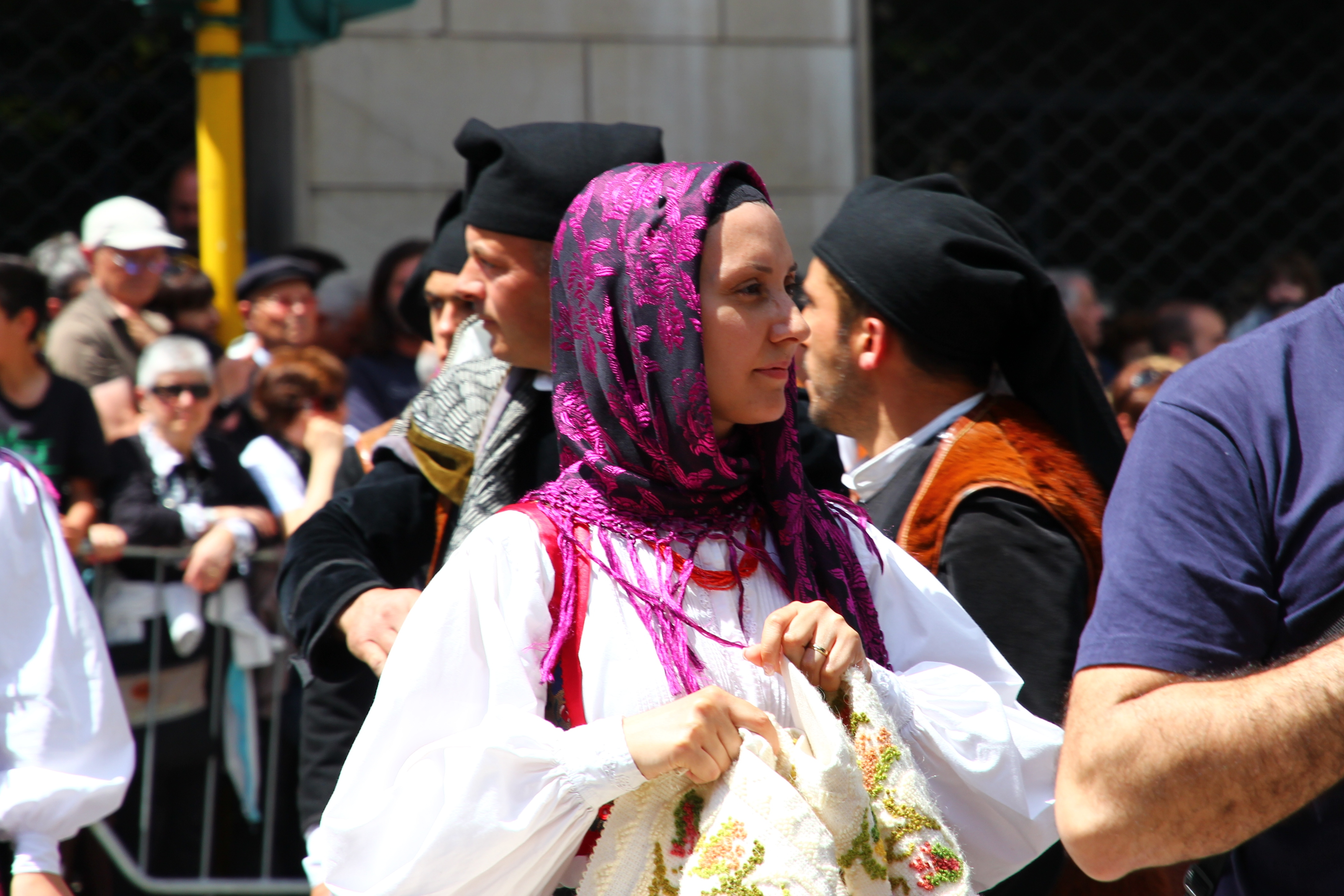
Traditionelle Tracht